# Eleição para governador da Califórnia em 2006
A eleição para governador do estado americano da Califórnia em 2006 foi realizada em 7 de novembro de 2006. As eleições primárias aconteceram no dia 6 de junho de 2006. O governador republicano,Arnold Schwarzenegger, foi reeleito.
A eleição primária do partido democrata foi vencida por Phil Angelides com 1.202.851 votos, Arnold Schwarzenegger venceu a primária republicana com 1.724.281 votos, também concorreram á primárias: Peter Camejo, Edward C. Noonan, Art Olivier e Janice Jordan.
Na eleição geral os candidato eram:
- Phil Angelides do Partido Democrata,
- Peter Camejo do Partido Verde,
- Janice Jordan do Partido da Paz,
- Edward C. Noonan do Partido América Independente,
- Art Olivier do Partido Libertário,
- Arnold Schwarzenegger do Partido Republicano.

Arnold Schwarzenegger foi reeleito com 4.850.157 votos, vencendo em 53 dos 58 condados, na segunda posição Phil Angelides com 3.376.732 votos, vencendo em 5 dos 58 condados, em terceiro lugar ficou Peter Camejo com 205.995, em quarto lugar Art Olivier com 114.329 votos, Janice Jordan, Edward Noonan, Robert Newman, James Harris, Donald Etkes, Elisha Shapiro, Vibert Greene e Dealphria Tarver, tiveram uma votação inferior a 100.000 votos. Veja os resultados nos principais condados:
- No Condado de Los Angeles:Phil Angelides venceu com 967.149 votos.[3]

- No Condado de São Bernadino:Arnold Schwarzenegger venceu 212.200 votos.[3]

- No Condado de San Diego:Arnold Schwarzenegger venceu com 309.059 votos.[3]

- No Condado de Riverside:Arnold Schwarzenegger venceu com 251.962 votos.[3]

- No Condado de Alameda:Phil Angelides venceu com 229.217 votos.[3]

- No Condado de Sacramento:Arnold Schwarzenegger venceu com 218.889 votos.[3]

### Partido Democrata
- Phil Angelides
- Barbara Becnel
- Edie Bukewihge
- Michael Strimling
- Steve Westly

### Partido Republicano
- Bill Chambers
- Robert C. Newman II
- Arnold Schwarzenegger

### Outros candidatos
- Peter Camejo
- George Fellows
- Janice Jordan
- Edward Noonan
- Art Olivier
- Aaron Proctor

### Outros Sites
- VoteCircle.com Non-partisan resources & vote sharing network for Californians
- Information on the elections from California's Secretary of State
- Video of the debate
- Election Volunteer - Complete List of 2006 Gubernatorial candidates
- Official Homepage of the Governor of California
- 2007 Governor's Inaugural Committee